# Glastonbury (Connecticut)
Glastonbury è una città di 33 089 abitanti degli Stati Uniti d'America, situata nella Contea di Hartford nello Stato del Connecticut. La città fu fondata nel 1693 ed il nome fu scelto a seguito dell'omonima Glastonbury nel Somerset, Inghilterra.
Glastonbury è ubicata sulle sponde del fiume Connecticut, 11 km a sud-est di Hartford, capitale statale.